# Languedoc-Roussillon
Languedoc-Roussillon (occitanska: Lengadòc-Rosselhon; katalanska: Llenguadoc-Rosselló) är en tidigare fransk administrativ region belägen vid Frankrikes sydkust, mot Medelhavet, som sedan 2016 är en del av regionen Occitanien. Den består av större delen av den historiska provinsen Languedoc, Frankrikes katalanska områden, däribland den äldre provinsen Roussillon, och större delen av Gévaudan. Regionhuvudstad var Montpellier.

## Geografi
Languedoc-Roussillons södra gräns går längs Östpyrenéerna där regionen har gräns mot Spanien och Andorra. I sydöst ligger Medelhavet (Golfe du Lion), i nordöst regionerna Provence-Alpes-Côte d'Azur och Rhône-Alpes, i norr Auvergne, och i väster Midi-Pyrénées. Canal du Midi löper tvärs genom regionen, vilken förbinder Medelhavet med Atlanten. I nordöst ligger Cévennes.
De flesta av regionens städer ligger längs kusten: Perpignan, Narbonne, Béziers, Sète, och regionhuvudstaden Montpellier. Carcassonne ligger dock vid Canal du Midi, och Nîmes och Arles en bit in i landet, mot Rhônedalen.
Vid kusten finns laguner och där finns långa sandstränder. Inlandet utgörs i stor utsträckning av låga platåer som bildats av kalksten.

## Historia
Större delen av regionen utgörs av Languedoc, och dess historia sammanfaller till stora delar med dennas. Romarna kallade området Septimania, ett namn som ännu användes under tidig medeltid. Namnet Languedoc kommer från språket lange d'oc. Olika delar av regionen tillhörde under medeltiden olika statsbildningar, intogs av visigoter och franker, ingick därefter i bland annat Aragonien (Roussillon) och hertigdömet Toulouse; Languedoc hamnade under franska kronan 1271. Under religionskrigen flyttade många hugenotter till regionen. Roussillon blev franskt 1659, och var en provins under ancien régime som omfattade de katalanska områdena.

## Ekonomi
Languedoc-Roussillon har tre gånger så stora vinodlingar som Bordeaux, och regionen står för en mycket stor andel av världens totala vinproduktion, se Languedoc-Roussillon-viner.